# 查樞卿
查樞卿（1897年7月23日—1951年4月26日），譜名查懋忠，又名查荷祥，字樹勳，號樞卿，生於清帝國浙江省海寧縣袁花鎮新偉村（今中華人民共和國浙江省嘉興市海寧市），祖籍江西省婺源縣。為作家查良鏞（筆名金庸）之父。在中華人民共和國發動鎮反運動時，因身為地主階級遭處決。

## 生平
出身世家海寧查氏，查昇裔孫。其父查文清，光緒十二年（1886年）丙戌科進士，曾任江蘇省丹陽縣知縣，領同知銜。查文清娶陳氏，無子; 繼娶何氏,有二子查教忠、查鑑忠; 側室黃氏，有三子查亮忠、查釗忠及查懋忠。其中查釗忠畢業於北京大學中文系。查樞卿畢業於上海震旦大學，1914年與其妻徐祿結婚。其妻徐祿，出身海寧徐家，其堂兄徐申如為徐志摩之父。
海寧查家在當地世代有義莊與錢莊，有田地3600畝，上百戶佃農。查樞卿曾捐贈家族土地給義莊，用於救濟當地百姓。此外他以義莊的資金，資助龍山學堂，並創立了龍頭閣小學，供當地百姓就讀。
在對日抗戰期間，為躲避日軍轟炸，舉家逃往鄉間，其妻徐祿於1937年在逃難途中病逝。查樞卿於1940年再娶顧秀英為妻。
1949年，中華人民共和國成立。因畢業於震旦大學，查樞卿曾被聘請至北京，在外交部任職，之後因其子查良鏞居住在英屬香港，有海外關係，遭受懷疑，因此返鄉。
在鎮反運動中，被劃為黑五類之首的地主與惡豪階級，於1951年在家鄉龍頭閣小學操場遭槍決示眾，全部家產被沒收，其家族只剩兩間祖傳老屋可居住。其妻顧秀英因無力撫養子女，想變賣祖傳房產，被指稱是地主階級企圖反抗，遭到群眾公審毒打，此後身體不佳，顧秀英直到1989年過世。

## 平反
在文化大革命結束後，其子查良鏞於1981年至北京，會見中華人民共和國最高領導人鄧小平，是首位被鄧小平接見的香港人。在會談中，鄧小平主動提及其父查樞卿遭處決的事，要求查良鏞「團結起來向前看」，查良鏞回應：「人入黃泉不能復生，算了吧！」
隨後，浙江海寧縣法院撤銷查樞卿有罪判決，宣布平反。查良鏞親筆寫信表示感謝之意。

## 家庭
查樞卿與徐祿生有五子二女，分別為查良鏗、查良鏞、查良浩、查良棟、查良鈺五子，二女查良琇、查良璇。其次子查良鏞為武俠小說家。
與續弦顧秀英生有四子二女，分別是查良鋮、查良楠、查良斌、查良根，二女查良琪、查良珉。